# Flughafen A Coruña

i7
i11
i13
Der Flughafen A Coruña (spanisch Aeropuerto de La Coruña, galicisch Aeroporto de A Coruña;  IATA-Code: LCG, ICAO-Code: LECO) ist ein Verkehrsflughafen in Galicien (Spanien) im äußersten Nordwesten der iberischen Halbinsel. Er liegt acht Kilometer südlich der Stadt A Coruña bei Alvedro und wird daher auch Aeroporto de Alvedro genannt.

## Flughafenanlagen

### Start- und Landebahn
Die  Start- und Landebahn trägt die Kennung 03/21, ist 2.188 Meter lang, 45 Meter breit und hat einen Belag aus Asphalt.

### Passagierterminal

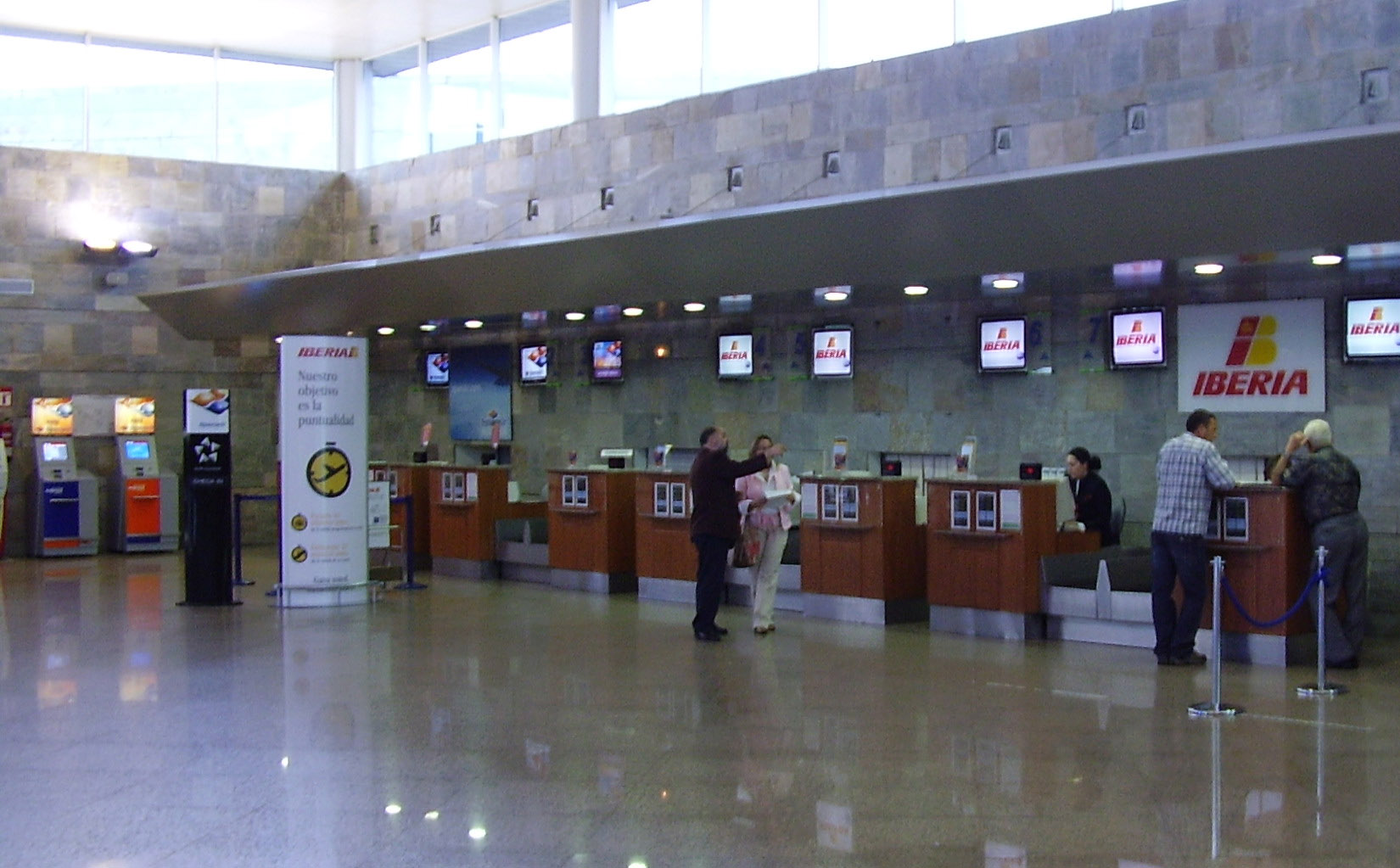
Abflughalle

Das Passagierterminal des Flughafens hat eine Kapazität von 1,3 Millionen Passagieren pro Jahr. Es ist mit sechs Flugsteigen und zwei Fluggastbrücken ausgestattet.

## Fluggesellschaften und Ziele
Der Flughafen A Coruña wird von den Fluggesellschaften Air Europa, Air Nostrum, Binter Canarias, EasyJet Europe, EasyJet Switzerland, Iberia, Volotea und Vueling Airlines genutzt. Er wird nicht nonstop aus deutschsprachigen Ländern angeflogen, sondern ist vor allem via Madrid und Barcelona erreichbar. Air Europa, Air Nostrum und Iberia bieten Flüge ab Madrid an, während Vueling Airlines ab Barcelona fliegt.

## Verkehrszahlen
| Jahr  | Fluggastaufkommen | Luftfracht (Tonnen) | Flugbewegungen |
| ----- | ----------------- | ------------------- | -------------- |
| 2024* | 1.237.569         | 55                  | 14.490         |
| 2023  | 1.252.022         | 77                  | 15.405         |
| 2022  | 963.952           | 91                  | 14.364         |
| 2021  | 594.584           | 84                  | 12.084         |
| 2020  | 436.775           | 84                  | 11.190         |
| 2019  | 1.352.584         | 152                 | 17.199         |
| 2018  | 1.225.754         | 165                 | 17.551         |
| 2017  | 1.141.389         | 157                 | 16.075         |
| 2016  | 1.063.291         | 184                 | 15.636         |
| 2015  | 1.025.688         | 141                 | 14.683         |
| 2014  | 989.153           | 61                  | 14.812         |
| 2013  | 839.837           | 67                  | 13.306         |
| 2012  | 845.451           | 196                 | 13.693         |
| 2011  | 1.012.800         | 252                 | 16.283         |
| 2010  | 1.101.208         | 245                 | 17.378         |
| 2009  | 1.068.823         | 240                 | 16.236         |
| 2008  | 1.174.970         | 284                 | 17.719         |
| 2007  | 1.266.795         | 291                 | 18.730         |
| 2006  | 1.014.839         | 554                 | 17.406         |
| 2005  | 852.322           | 423                 | 15.625         |
| 2004  | 586.239           | 539                 | 12.945         |
| 2003  | 549.871           | 542                 | 12.621         |
| 2002  | 532.298           | 482                 | 11.488         |
| 2001  | 654.092           | 701                 | 14.380         |
| 2000  | 589.000           | 870                 | 12.447         |

* 2024: Vorläufige Daten

## Zwischenfälle
- Am 13. August 1973 wurde eine Caravelle 10R der spanischen Aviaco (Luftfahrzeugkennzeichen EC-BIC) beim vierten Anflugversuch auf den Flughafen La Coruña (Spanien) ins Gelände geflogen. Bei diesem CFIT (Controlled flight into terrain) wurden alle 85 Insassen, 6 Besatzungsmitglieder und 79 Passagiere, getötet.[8][9]